# Telling the World
Telling the World (Brasil: Dom Piratão ) é um filme de comédia produzido nos Estados Unidos, dirigido por Sam Wood e lançado pela Metro-Goldwyn-Mayer em 30 de junho de 1928.